# Comuna Mîhailo-Hannivka, Konotop
Mîhailo-Hannivka (în ucraineană Михайло-Ганнівка) este o comună în raionul Konotop, regiunea Sumî, Ucraina, formată din satele Fesivka, Mîhailo-Hannivka (reședința), Turutîne și Uleanivka.

## Demografie
Componența lingvistică a comunei Mîhailo-Hannivka
     Ucraineană (96,54%)
     Rusă (3,21%)
Conform recensământului din 2001, majoritatea populației comunei Mîhailo-Hannivka era vorbitoare de ucraineană (96,54%), existând în minoritate și vorbitori de rusă (3,21%).